# Gaur (bòvid)
El gaur (Bos gaurus, abans Bibos gauris) és un gran bòvid, del sud d'Àsia i sud-est d'Àsia. A l'Índia actualment es troba la població més nombrosa de gaurs. Els gaurs són l'espècie de mida més gran de bòvids, més encara que el búfal africà, el búfal asiàtic domèstic silvestre o el bisó. La paraula gaur és d'origen sànscrit i ve de la mateixa arrel indoeuropea que «bou». Habita en boscos tropicals amb clarianes a: Bangladesh, Bhutan, Cambodja, Xina, l'Índia, Laos, Malàisia (Peninsular), Myanmar, el Nepal, el Pakistan, Tailàndia i el Vietnam (IUCN, 2002).
La forma domesticada del gaur s'anomena gaial (Bos frontalis) o mithun.

## Etimologia
La paraula en sànscrit गौर gaura significa 'blanc, groguenc, vermellós'. La paraula sànscrita gaur-mriga significa una mena de búfal d'aigua.
La paraula en hindi गौर gaur significa "pell clara, clara, blanca".

## Morfologia

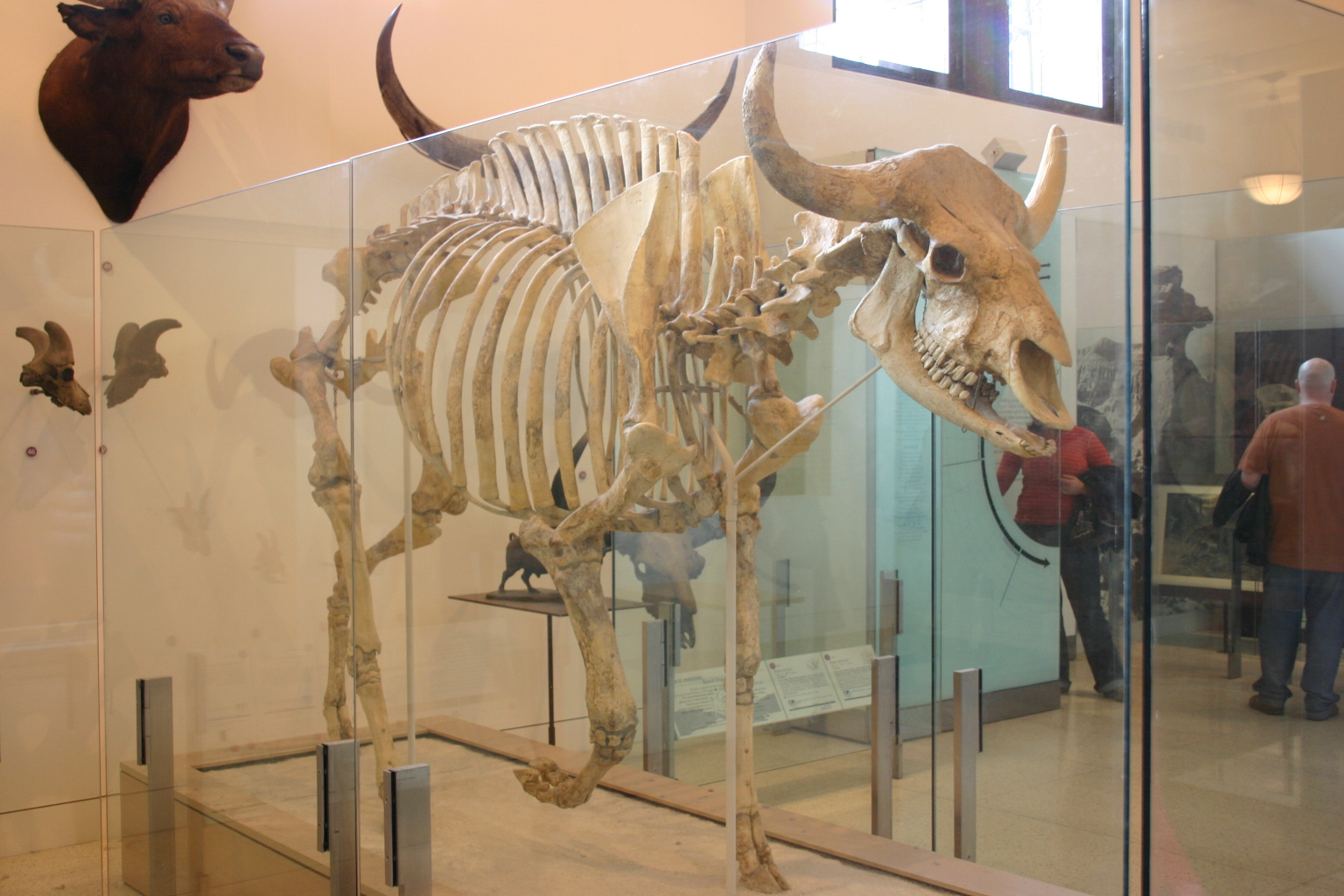
Bos gaurus grangeri

El gaur és el bòvid més gran existent. És un boví fort i de constitució massiva amb una cresta convexa alta al front entre les banyes, que sobresurt anteriorment, provocant un buit profund en el perfil de la part superior del cap. Hi ha una carena destacada a la part posterior. Les orelles són molt grosses. En els toros vells, el pèl es torna molt prim a l'esquena. El color del mascle adult és marró fosc, essent gairebé negre en els animals molt vells. El cap en la seva part superior és grisenc. El morro és de color pàlid i la part inferior de les potes és blanca. Hom diu que el gaur sembla un búfal asiàtic domèstic al front, mentre que sembla un toro domèstic al darrere. Les vaques i els braus joves són més pàl·lids i, en alguns casos, tenen un to roig, que és més marcat en grups que habiten zones seques i obertes.
La llargada del cos és de 250 a 360 cm. L'alçada fins a les espatlles és de 170 a 220 cm, les femelles fan uns 20 cm menys. Els mascles pesen entre 1.000 a 1.500 kg i les femelles de 700 a 1.000 kg. Tenen un gep en les espatlles que és més pronunciat en els mascles adults. Les banyes es troben en els dos sexes i creixen corbades cap amunt. La cua és més curta que en els bous típics.

## Ecologia i comportament

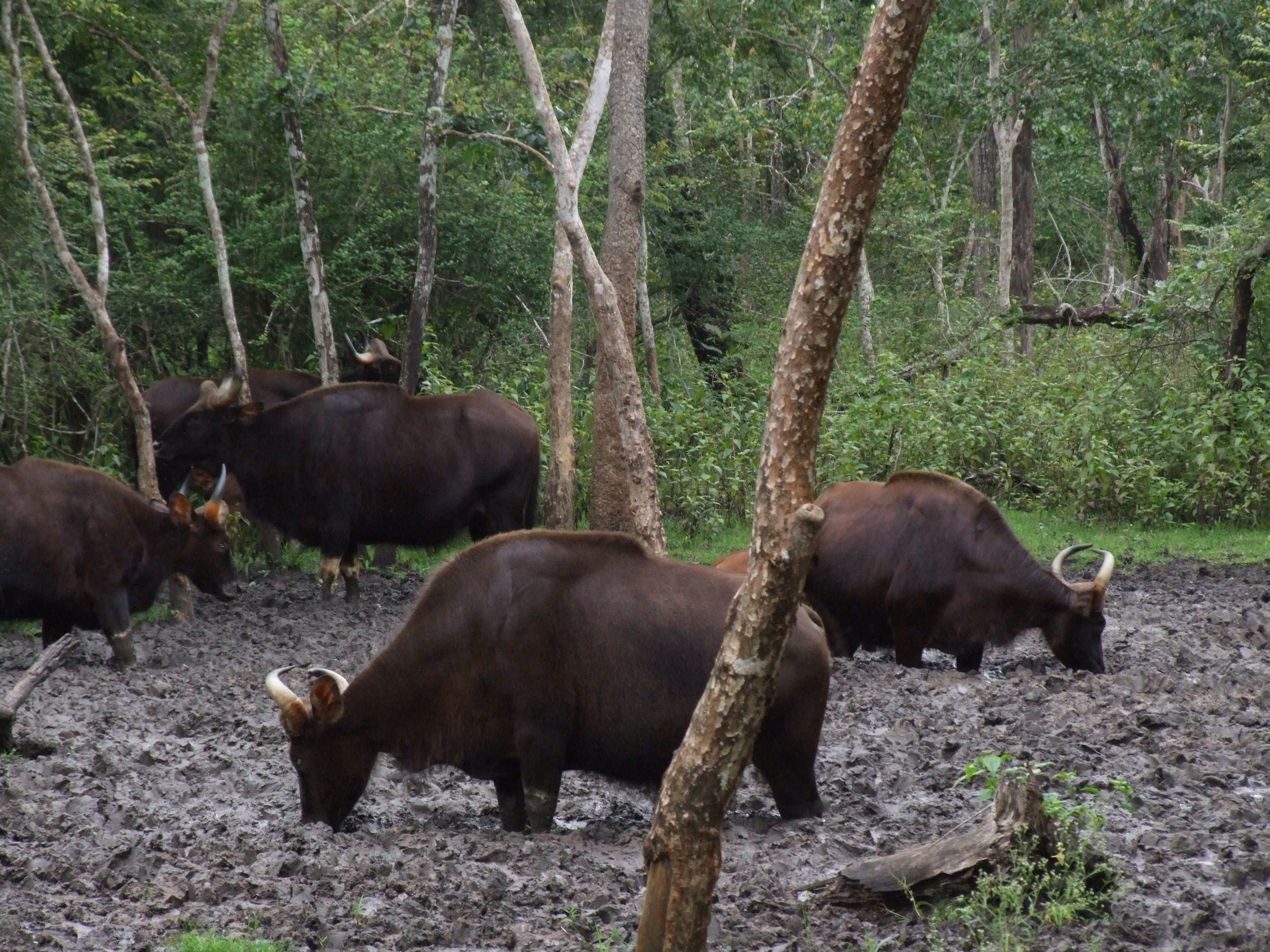
Gaur silvestre

En llibertat, el gaur viu en petits ramats de fins a 40 individus i pastura herbes, brots i fruits. Normalment és diürn, descansant en les hores més caloroses, però en contacte amb els humans esdevenen nocturns. Durant l'estació seca els ramats s'ajunten i romanen en zones poc extenses, dispersant-se als pujols quan arriba la pluja del monsó. Depèn de l'aigua per beure però no se'l veu banyant-se (com fan els búfals aquàtics).
Els ramats de gaur estan dirigits per una femella adulta gran, la matriarca. Els mascles adults poden ser solitaris. Durant el punt àlgid de l'època reproductiva, els mascles sols deambulen àmpliament a la recerca de femelles receptives. No s'han registrat baralles greus entre mascles, sent la mida el factor principal per determinar el domini. Els mascles fan una crida d'aparellament de tons clars que poden ressonar més de 1,6 km. També s'ha conegut que els gaur fan un xiulet com a crida d'alarma i un murmuri baix i semblant a una vaca.
En algunes regions de l'Índia on les pertorbacions humanes són menors, el gaur és molt tímid malgrat la seva gran mida i poder. Quan s'alarma, el gaur xoca a la selva a una velocitat sorprenent. Tanmateix, al sud-est asiàtic i sud de l'Índia, on estan acostumats a la presència d'humans, els habitants locals diuen que el gaur és molt atrevit i agressiu. Sovint se sap que van als camps i pasturen al costat del bestiar domèstic, de vegades matant-los en baralles. Els toros de gaur poden carregar sense provocació, especialment durant l'estiu, quan la calor intensa i els insectes paràsits els fan més irascibles del que és habitual. Per advertir a altres membres del seu ramat d'un perill que s'acosta, el gaur fa un fort xiulet per demanar ajuda.

### Reproducció

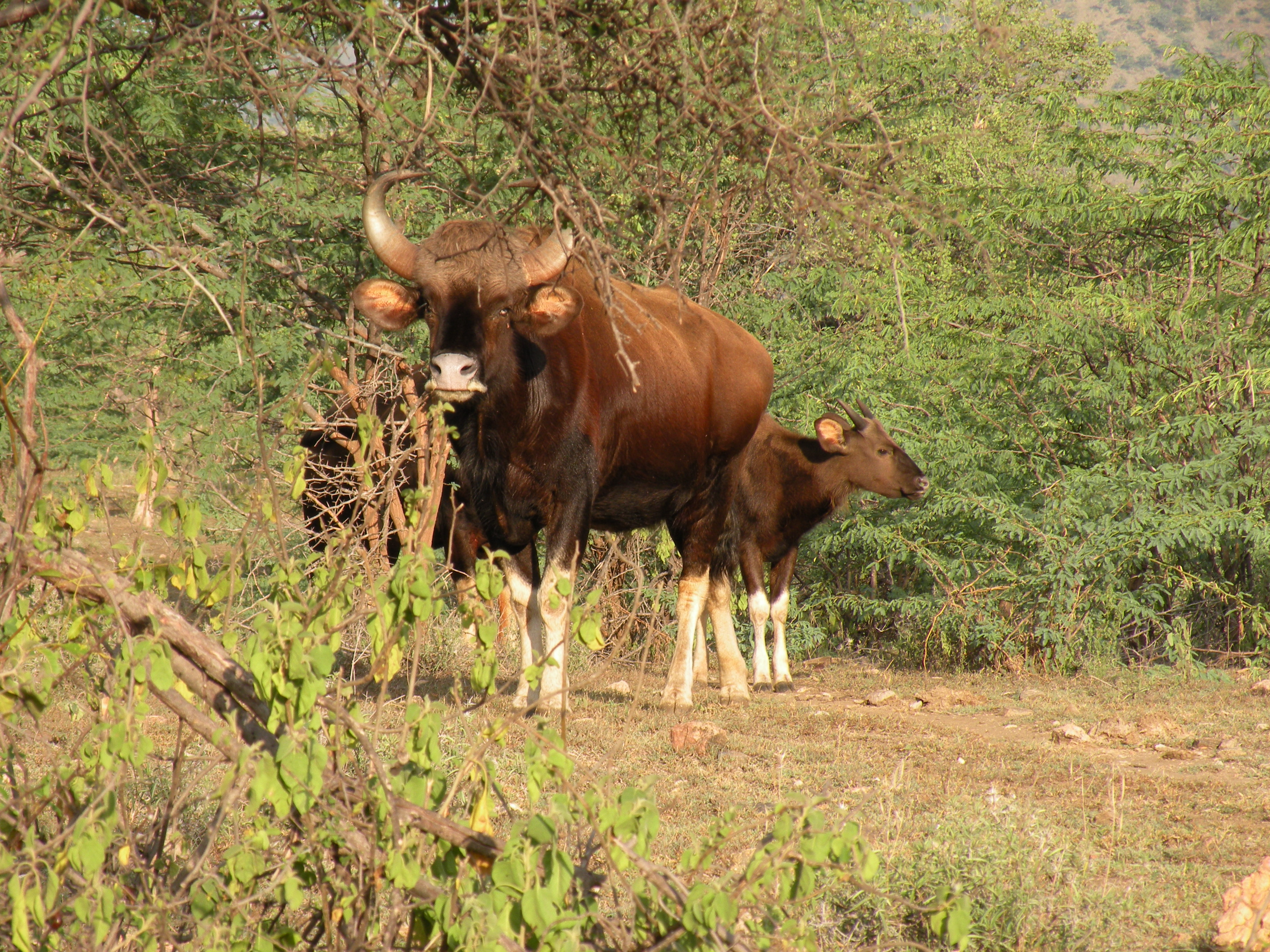
Una vaca amb vedell al Parc Nacional de Mudumalai

La maduresa sexual es produeix al segon o tercer any del gaur. La cria té lloc durant tot l'any, però normalment arriba al màxim entre desembre i juny. Les femelles tenen un vedell, rarament dos, després d'un període de gestació d'uns 275 dies, uns quants dies menys que el bestiar domèstic. Els vedells normalment es deslleten entre els set i els dotze mesos. La vida útil d'un gaur en captivitat és de fins a 30 anys.

### Depredadors naturals
En ser un animal tan gran té pocs enemics naturals, cocodrils, lleopards i el cànid asiàtic (Cuon alpinus) poden atacar les seves cries però només s'ha informat que els tigres i cocodrils marins hagin matat un gaur adult. Tanmateix, l'hàbitat i la distribució del gaur i el cocodril marí poques vegades es superposen en els últims temps, a causa de la disminució de l'abast d'ambdues espècies. Un cocodril probablement hauria de ser un mascle adult madur (de més de 3,7 m i 300 kg per tenir èxit atacant un gaur adults sa.
Els tigres cacen gaur joves o malalts, però també s'ha informat que han matat toros sans que pesen almenys 1.000 kg. Quan s'enfronta a un tigre, els membres adults d'un ramat de gaurs solen formar un cercle que envolta les cries i vedells vulnerables, protegint-los del felí. Com que els tigres depenen dels atacs d'emboscada quan s'apropen a preses tan grans com un gaur, gairebé sempre abandonaran una caça si és detectat i es troba d'aquesta manera. Un ramat de gaurs a Malàisia va encerclar un vedell assassinat per un tigre i va impedir que s'apropés a la carcassa. No obstant això, els gaurs són oponents formidables per als tigres i són capaços de matar tigres en defensa pròpia.

## Subespècies
- Bos gaurus laosiensis (Heude, 1901; de Myanmar a la Xina), el gaur del sud-est asiàtic també conegut com a Bos gaurus readei (Lydekker, 1903).[a] Aquesta és la subespècie més amenaçada; només les reserves xineses, vietnamites i cambodjanes semblen tenir el futur més o menys garantit.
- Bos gaurus gaurus (Índia, Bangladesh, Nepal, Bhutan). Aquesta és la subespècie amb més població amb més del 90% dels gaurs del món. Hi ha un cas d'albinisme[18]
- Bos gaurus hubbacki (Tailàndia, Malàisia). És la subespècie més petita i es troba a Tailàndia i Malàisia peninsular.
- Bos gaurus frontalis,[b] és el gaur domèstic i probablement es tracta d'un híbrid amb la vaca.

De vegades es considera que són espècies separades la silvestre (Bos gaurus) i la domèstica (Bos frontalis).

## Amenaces
A Laos, el gaur està molt amenaçat per la caça furtiva per al comerç per proveir els mercats internacionals, però també per la caça oportunista i la caça específica per al consum domèstic. A la dècada de 1990, els gaurs eren especialment buscats pels caçadors furtius vietnamites pel seu valor comercial.
A Tailàndia, el gaur està greument amenaçat per la caça furtiva per al comerç comercial de carn i trofeus.

## Conservació

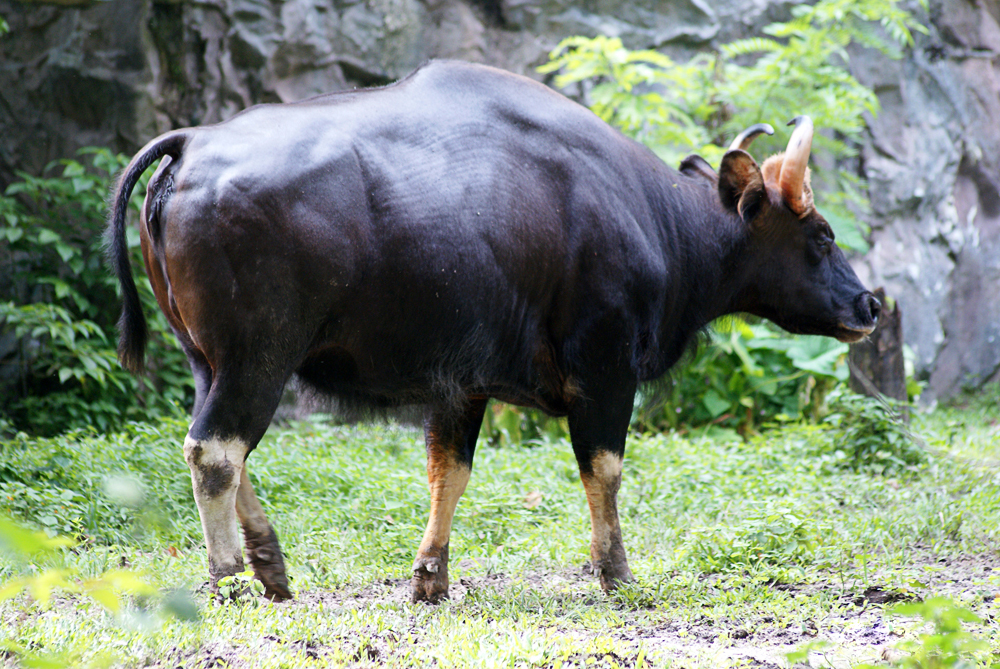
Gaur captiu a Malàisia

El gaur apareix a l'Apèndix I del CITES, i està protegit legalment a tots els estats de distribució.

### En captivitat
El 8 de gener de 2001, va néixer el primer gaur clonat a Trans Ova Genetics a Sioux Center, Iowa. El vedell va ser portat a terme amb èxit per una mare substituta, una vaca domèstica (Bos taurus). Tot i que estava sa al néixer, el vedell va morir en les 48 hores posteriors d'una disenteria comuna, probablement no relacionada amb la clonació.